# Globba
Globba és un gènere de plantes de flors pertanyent a la família Zingiberaceae. Comprèn 138 espècies.

## Espècies acceptades
| - Globba acehensis - Globba adhaerens - Globba albiflora - Globba albobracteata - Globba amnicola - Globba amplectens - Globba andersonii - Globba angcorensis - Globba annamensis - Globba aranyaniae - Globba argyrocycnos - Globba arracanensis - Globba atrosanguinea - Globba aurantiaca - Globba aurea - Globba bicolor - Globba bokorensis - Globba brachyanthera - Globba bracteolata - Globba brevifolia - Globba cambodgensis - Globba campsophylla - Globba candida - Globba cataractarum - Globba cernua - Globba chekiangensis - Globba chrysantha - Globba chrysochila - Globba clarkei - Globba colpicola - Globba conferta - Globba corneri - Globba curtisii - Globba dasycarpa - Globba decora - Globba depingiana - Globba emeiensis - Globba expansa - Globba fecunda - Globba flagellari - Globba flavibracteata - Globba fragilis - Globba francisci - Globba garrettii - Globba geoffrayi - Globba glandulosa | - Globba globulifera - Globba gracilis - Globba grandis - Globba hasseltii - Globba hilaris - Globba holttumii - Globba impar - Globba insectifera - Globba integra - Globba × intermedia - Globba janae - Globba kanchigandhii - Globba keithii - Globba laeta - Globba lancangensis - Globba larsenii - Globba latifolia - Globba leucantha - Globba lilacina - Globba lithophila - Globba longiligulata - Globba luteola - Globba macrocarpa - Globba macrochila - Globba macroclada - Globba maculata - Globba magnibracteata - Globba marantina - Globba menglianensis - Globba mogokensis - Globba mollis - Globba multiflora - Globba multifolia - Globba muluensis - Globba nawawii - Globba newmanii - Globba nisbetiana - Globba nitens - Globba nitida - Globba obscura - Globba orixensis - Globba paniculata - Globba parva - Globba parviflora - Globba patens - Globba pauciflora | - Globba pelecanthera - Globba pendula - Globba philippinensis - Globba platystachya - Globba poomae - Globba praecox - Globba praetermissa - Globba propinqua - Globba pumila - Globba purpurascens - Globba pycnostachys - Globba pyramidata - Globba pyrrhopoikila - Globba racemosa - Globba radicalis - Globba rahmanii - Globba ranongensis - Globba reflexa - Globba rosea - Globba ruiliensis - Globba rupestris - Globba salarkhanii - Globba schomburgkii - Globba securifer - Globba sessiliflora - Globba sherwoodiana - Globba siamensis - Globba sirirugsae - Globba spathulata - Globba subscaposa - Globba substrigosa - Globba talangensis - Globba tembatensis - Globba thorelii - Globba tricolor - Globba unifolia - Globba urophylla - Globba ustulata - Globba variabilis - Globba verecunda - Globba virginea - Globba wardii - Globba wengeri - Globba williamsiana - Globba winitii - Globba xantholeuca |